# Alberto Rosende
Alberto Carlos Rosende (South Florida, 14 febbraio 1993) è un attore statunitense.

## Biografia
Nato nel sud della Florida, figlio di Martha Cristina Ferrucho ed Alberto Carlos Rosende, ha un fratello minore, Diego, ed è di origini sia colombiane che cubane e italiane, lo zio è di origini genovesi, precisamente di Genova Sampierdarena..
Ha partecipato al Fort Lauderdale Children's Theater, dove è apparso in molte produzioni, interpretando anche Link Larkin nel musical, Hairspray. Ha studiato presso la St. Thomas Aquinas High School di Fort Lauderdale, dove era un membro dei STA Players, interpretando Danny Zuko in Grease, Emile De Becque in South Pacific, e il Dr. Lyman Sanderson in Harvey.
Nel 2015, si è laureato presso la New York University's Tisch School of the Arts conseguendo il Bachelor of Fine Arts.

### Carriera
Comparve per la prima volta nel  2013 nel cortometraggio The Swing of Things. Il 2 gennaio 2015 è apparso nella quinta stagione di Blue Bloods, nell'episodio Le colpe dei padri, come Carlos Santiago. Nello stesso anno ha recitato in un episodio di  Law & Order: Unità Vittime Speciali interpretando Jordan Messina.
Il 2 maggio 2015 fu scelto per impersonare Simon Lewis nella serie TV di Freeform Shadowhunters, basata sulla saga The Mortal Instruments di Cassandra Clare, che viene trasmessa da FreeForm (ex ABC Family) dal 12 gennaio 2016. Dopo la cancellazione della serie prende parte nel cast dal 2015 al 2024 nell'ottava stagione Chicago Fire nel ruolo del candidato pompiere Blake Gallo, prima come ricorrente e poi come regolare. lascerà la serie nella dodicesima stagione dove uscirà nella stessa stagione.

### Vita privata
Nell'aprile 2013 gli è stato diagnosticato un cancro ai testicoli, per il quale è stato operato il 7 maggio dello stesso anno.
Alberto Rosende è fidanzato con l'attrice Tessa Mossey.  Mossey e Rosende si sono incontrati per la prima volta sul set del telefilm drammatico soprannaturale di Freeform Shadowhunters, in cui entrambi hanno recitato.  Si dice che i due abbiano iniziato ufficialmente a frequentarsi nel 2018 prima di annunciare il loro fidanzamento il 22 dicembre 2021. La coppia convola a nozze il 27 luglio 2025 con una cerimonia privata.

## Filmografia

### Cinema
- The Swing of Things, regia di Tyler Rabinowitz - cortometraggio (2013)
- Jahar, regia di Henry Hayes - cortometraggio (2016)

### Televisione
- Blue Bloods – serie TV, episodio 5x10 (2015)
- Law & Order: Unità Vittime Speciali – serie TV, episodio 17x10 (2015)   Jordan Messina
- Shadowhunters – serie TV, 55 episodi (2016-2019)
- Chicago Fire - serie TV,  239 episodi (2019-2024)  Blake Gallo

## Doppiatori italiani
Nelle versioni in italiano delle opere in cui ha recitato, Alberto Rosende è stato doppiato da:
- Emanuele Ruzza in Shadowhunters, Chicago Fire, Chicago Med
- Luca Mannocci in Blue Bloods
- Alessio Nissolino in Law & Order - Unità vittime speciali